# Communauté de communes Entre Dore et Allier
Die Communauté de communes entre Dore et Allier ist ein französischer Gemeindeverband mit der Rechtsform einer Communauté de communes im Département Puy-de-Dôme in der Region Auvergne-Rhône-Alpes. Sie wurde am 18. Dezember 1998 gegründet und umfasst 14 Gemeinden. Der Verwaltungssitz befindet sich im Ort Lezoux.

## Mitgliedsgemeinden
| Gemeinde                                    | Einwohner 1. Januar 2022 | Fläche km² | Dichte Einw./km² | Code INSEE | Postleitzahl |
| ------------------------------------------- | ------------------------ | ---------- | ---------------- | ---------- | ------------ |
| Bort-l’Étang                                | 724                      | 15,40      | 47               | 63045      | 63190        |
| Bulhon                                      | 588                      | 12,47      | 47               | 63058      | 63350        |
| Crevant-Laveine                             | 964                      | 19,76      | 49               | 63128      | 63350        |
| Culhat                                      | 1.149                    | 18,74      | 61               | 63131      | 63350        |
| Joze                                        | 1.171                    | 19,35      | 61               | 63180      | 63350        |
| Lempty                                      | 405                      | 4,76       | 85               | 63194      | 63190        |
| Lezoux                                      | 6.468                    | 34,69      | 186              | 63195      | 63190        |
| Moissat                                     | 1.256                    | 13,00      | 97               | 63229      | 63190        |
| Orléat                                      | 2.236                    | 26,43      | 85               | 63265      | 63190        |
| Peschadoires                                | 2.103                    | 20,67      | 102              | 63276      | 63920        |
| Ravel                                       | 767                      | 10,03      | 76               | 63296      | 63190        |
| Saint-Jean-d’Heurs                          | 698                      | 11,13      | 63               | 63364      | 63190        |
| Seychalles                                  | 787                      | 9,21       | 85               | 63420      | 63190        |
| Vinzelles                                   | 371                      | 13,46      | 28               | 63461      | 63350        |
| Communauté de communes Entre Dore et Allier | 19.687                   | 229,10     | 86               | –          | –            |